# Francisco Vázquez Duckitt
Francisco Vázquez Duckitt (Ibiza, Islas Baleares, 7 de marzo de 1974), conocido como Paco Vázquez, es un exjugador  y entrenador de baloncesto español, que ocupaba la posición de escolta. Actualmente es entrenador asistente en el Morabanc Andorra de la liga ACB.

## Trayectoria
Formado en equipos de su Ibiza natal como el CP Portal Nou o el Club 30 de mayo, se enrola en las categorías inferiores del Bàsquet Manresa, y debuta en el primer equipo en el año 1995-1996. Jugaría una temporada cedido en el Gijón Baloncesto en la LEB, antes de asentarse en el equipo manresano, donde fue partícipe de una de las mayores gestas de la historia del baloncesto español al ganar la Liga ACB en el año 1998. Sus siguientes equipos sería el CB Málaga, equipo en el que ganó una Copa Korac en el año 2001, y en el que llegó a la internacionalidad absoluta, jugando en el Eurobasket del año 2001 en la que la selección española se alzó con la medalla de bronce, el Joventut de Badalona, coinciendiendo con la consolidación de Ricky Rubio y Rudy Fernández, y donde gana la Eurocopa FIBA del año 2006, y el Bilbao Basket, equipo en que consigue un meritorio subcampeonato de ACB en el año 2011. Su último equipo como profesional sería el Lleida Basquetbol en Liga LEB. Jugó en ACB 515 partidos.

## Equipos
- Cantera CP Portal Nou Eivïssa.
- Club 30 de Mayo Ibiza. Categorías inferiores.
- Bàsquet Manresa. Categorías inferiores.
- 1992-93   Segunda División. C.B. y G.E. Manresa y TDK Manresa
- 1993-94   Segunda División. Allianz Ras Manresa Y TDK Manresa.
- 1994-95   Segunda División. Allianz Ras Manresa.
- 1995-96   EBA. C.B. Valls Fèlix Hotel.
- 1995-96   ACB. TDK Manresa.
- 1996-97   LEB. Gijón Baloncesto.
- 1997-00   ACB. TDK Manresa.
- 2000-02   ACB. Unicaja.
- 2002-07   ACB. Joventut de Badalona
- 2007-11   ACB. iurbentia Bilbao Basket
- 2011-12   LEB. Lleida Bàsquet

## Palmarés a nivel de clubs
- 1995-96 Copa del Rey de baloncesto. TDK Manresa. Campeón.
- 1997-98 ACB. TDK Manresa. Campeón.
- 2000-01 Copa Korac. Unicaja. Campeón.
- 1997-1998;1999-2000 Lliga Catalana de Basquet. TDK Manresa. Campeón.
- 2004-05 Lliga Catalana de Basquet. DKV Joventut. Campeón.
- 2005-06 FIBA Eurocopa. DKV Joventut. Kiev. Campeón.

## Palmarés con España
- 1996 Campeonato de Europa. Selección de España sub-22. Estambul. Medalla de Plata.
- 1997 Juegos del Mediterráneo. Selección de España Promesas. Bari. Medalla de Oro.
- 1999 Universiada. Selección de España Universitaria. Palma de Mallorca. Medalla de Bronce.
- 2001 Campeonato de Europa. Selección de España. Turquía. Medalla de Bronce.

## Varios
- Concurso de triples ACB (1): Temporada 2000-2001.